# École Saint-Martin-de-France
Die École Saint-Martin-de-France ist eine Privatschule in Frankreich mit einem Vereinsvertrag mit dem französischen Staat. Sie liegt in einem 35 Hektar großen Park in der Gemeinde Pontoise im Département Val-d’Oise. Sie umfasst ein Collège und ein Lycée und nimmt Jungen und Mädchen mit Halbpension und Internat auf. Die Schule wird von der Kongregation der Oratorianer geleitet.
Saint-Martin de France ist eine der teuersten Schulen Frankreichs: Der volle Preis für ein Schuljahr beträgt etwa 10 000 Euro. Einige der Schülerinnen und Schüler erhalten finanzielle Unterstützung.
Im Jahr 2022 lag die Abiturbestenquote der Schule bei 97 % und damit über dem nationalen Durchschnitt (92 %) und dem Durchschnitt des Departements (88 %). Saint-Martin de France war eine der besten Schulen im Val d’Oise und belegte im Jahr 2022 den 11. von 46 Plätzen.